# Olivier Véran
Olivier Véran (ur. 22 kwietnia 1980 w Saint-Martin-d’Hères) – francuski polityk, lekarz i samorządowiec, deputowany do Zgromadzenia Narodowego, w latach 2020–2022 minister solidarności i zdrowia, od 2022 do 2024 minister delegowany.

## Życiorys
Absolwent studiów medycznych w Grenoble, doktoryzował się w 2008. Uzyskał specjalizację w zakresie neurologii. Ukończył również Instytut Nauk Politycznych w Paryżu. W latach 2005–2012 pracował jako nauczyciel akademicki, praktykę lekarską podjął w ramach szpitala uniwersyteckiego w Grenoble. Był pierwszym wiceprzewodniczącym i rzecznikiem prasowym branżowej organizacji związkowej Inter-syndicat national des internes.
Związany z Partią Socjalistyczną. W latach 2012–2015 zasiadał w Zgromadzeniu Narodowym XIV kadencji jako zastępca poselski pełniącej wówczas funkcje rządowe Geneviève Fioraso. W 2015 został wybrany na radnego nowo utworzonego regionu Owernia-Rodan-Alpy. W 2017 dołączył do LREM Emmanuela Macrona, z ramienia tej formacji w tymże roku uzyskał mandat deputowanego do niższej izby francuskiego parlamentu w departamencie Isère.
W lutym 2020 został ministrem solidarności i zdrowia w drugim gabinecie Édouarda Philippe’a, zastępując w nim Agnès Buzyn. Pozostał na tym stanowisku również w powołanym w lipcu 2020 rządzie Jeana Castex. Dołączył do powstałego w tym samym roku ruchu Territoires de progrès, skupiającego lewicowych stronników prezydenta.
W maju 2022 w gabinecie Élisabeth Borne przeszedł na niższą funkcję rządową, został wówczas ministrem delegowanym przy premierze do spraw relacji z parlamentem i demokracji. W tym samym roku z powodzeniem ubiegał się o poselską reelekcję. W lipcu 2022 w wyniku rekonstrukcji gabinetu objął stanowisko ministra delegowanego przy premierze odpowiedzialnego za odnowę demokracji, został także rzecznikiem prasowym rządu. Funkcję tę pełnił do stycznia 2024.